# 北海道道390号比布停車場線
北海道道390号比布停車場線（ほっかいどうどう390ごう ぴっぷていしゃじょうせん）は、北海道上川郡比布町内を結ぶ一般道道（北海道道）である。

## 概要

### 路線データ
- 起点：北海道上川郡比布町西町2丁目（JR北海道 宗谷本線 比布駅）
- 終点：北海道上川郡比布町新町5丁目（国道40号・北海道道1122号当麻比布線交点）
- 総延長：1.187 km
- 実延長：1.172 km
- 重用延長：0.015 km

### 道路管理者
- 上川総合振興局 旭川建設管理部 事業課

## 歴史
- 1961年（昭和36年）3月31日 - 路線認定[1]。

## 地理

### 通過する自治体
- 上川総合振興局
  - 上川郡比布町

### 交差する道路
比布町
- 国道40号 - 新町5丁目（終点）
- 北海道道1122号当麻比布線 - 新町5丁目（終点）

### 沿線にある施設など
比布町
- JR北海道 宗谷本線 比布駅
- 比布町役場
- 比布町体育館